# Samtvögel
Die Samtvögel (Cnemophilidae), auch Furchenvögel genannt, sind eine Familie der Singvögel mit 3 Arten in zwei Gattungen. Sie kommen ausschließlich auf Neuguinea vor und leben dort in den Gebirgen die quer durch die Inselmitte verlaufen und auf der Vogelkop-Halbinsel. Ursprünglich als Unterfamilie den Paradiesvögeln (Paradisaeidae) zugerechnet, wurde die Gruppe im Jahre 2000 in den Rang einer Familie erhoben.

## Merkmale
Alle Arten haben ein gedrungenes Aussehen, sind eher klein und haben einen Schnabel, der kürzer ist als der Kopf. Das Gefieder ist schillernd schwarz und orange oder bräunlich mit gelben oder olivfarbenen Anteilen. Männchen sind größer und farbenfroher. Die Flügel sind kurz und abgerundet, der Schwanz ist mittellang. Der Hals ist extrem kurz und dick. Der Schnabel ist kurz, die Schnabelspalte sehr weit.

## Lebensraum und Lebensweise
Alle drei Samtvogelarten leben in Bergwäldern, auch am Waldrand und in Sekundärwäldern. Sie ernähren sich vor allem von Beeren und anderen Früchten, mit denen auch die Nestlinge gefüttert werden. Hin und wieder werden auch kleine Wirbellose gefressen. Über die Brutbiologie der Vögel ist nur wenig bekannt. Männchen sind wahrscheinlich polygyn und die Weibchen kümmern sich allein um die Brut. Die Nester der Cnemophilus-Arten sind kuppelförmig, die des Gelbbrust-Samtvogels napfförmig. Sie werden vor allem aus Moos mehr als 4 Meter oberhalb des Erdbodens gebaut. Es wird nur ein einzelnes Ei gelegt, das 19 bis maximal 25 Tage lang bebrütet wird. Der Jungvogel wird nach ca. 30 Tagen flügge.

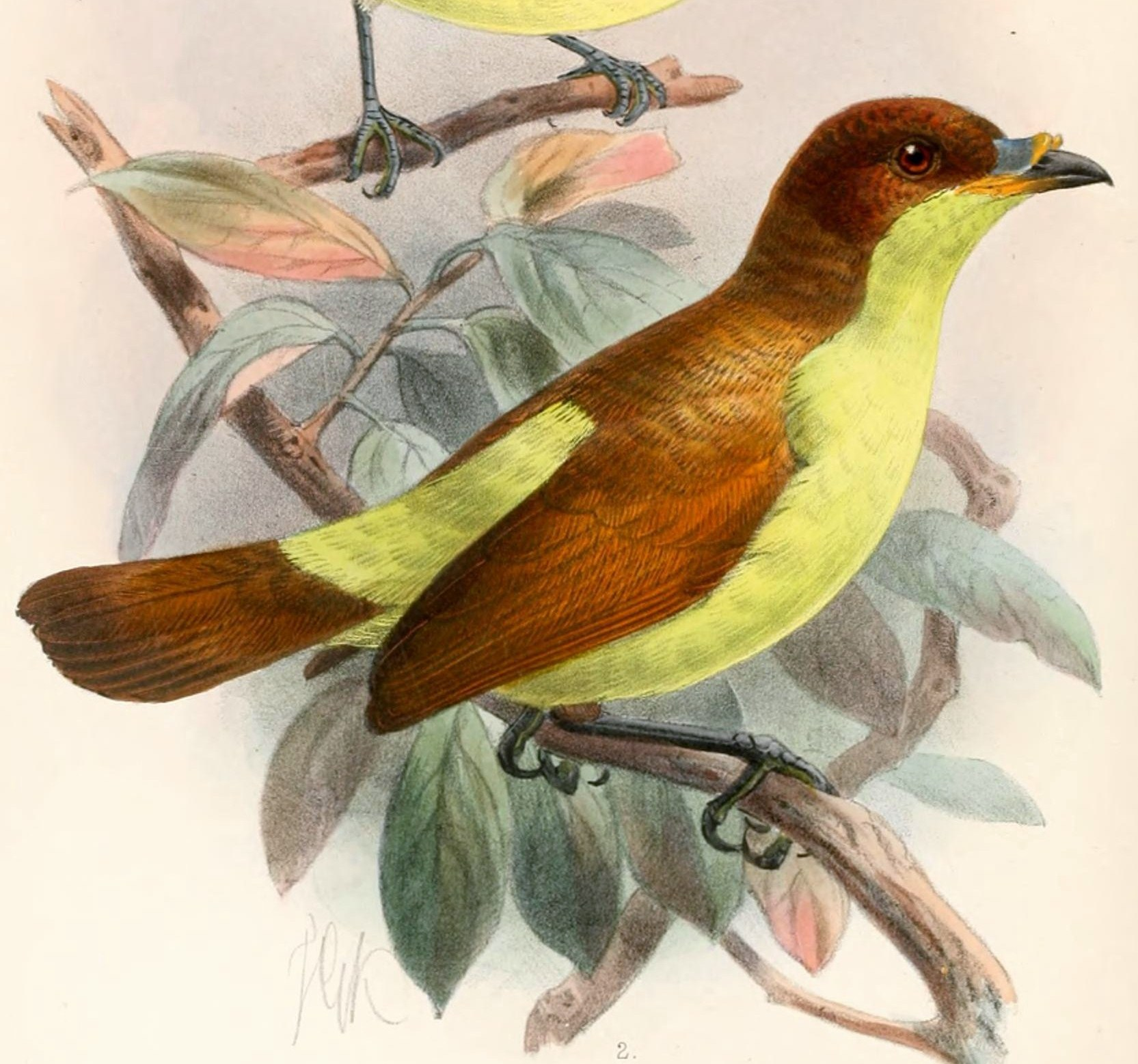
Gelbbrust-Samtvogel (Loboparadisea sericea)

## Arten
- Cnemophilus De Vis, 1890
  - Loriasamtvogel (Cnemophilus loriae (Salvadori, 1894))
  - Schopfsamtvogel (Cnemophilus macgregorii De Vis, 1890)
- Loboparadisea Rothschild, 1896
  - Gelbbrust-Samtvogel (Loboparadisea sericea Rothschild, 1896)